# Cenkova
Cenkova je naselje v Občini Cerkvenjak.

## Geografija
Rasteza se na desni strani ceste ki je speljana po slemenu hriba iz smeri sever-jug.
Na jugu meji na naselje Cerkvenjak, na severu in zahodu na Brengovo, in vzhodu na Cogetince. Cenkovo domačini delijo na Cenkovski vrh in kot (skupina kmetij pod vznožjem hriba).  Na zahodnem pobočju hriba so nasajeni vinogradi in nasad viljamovk, na strminah je nekaj mešanega gozda, v nižinah so v večini njive ter nekaj travnikov. Pod pobočjem hriba izvira manjši potok, kateri se izliva v Brengovški potok. Jeseni 2008 je bila dokončana in 30. oktobra 2008 odprta Avtocesta A5 skozi občino Cerkvenjak, s katero je dobilo naselje istoimenovani predor dolžine 360 m in pokriti vkop dolžine 230 m.

## Izvor krajevnega imena
Krajevno ime je prevzeto iz nemškega Zank, kar je prvotno domnevno vzdevek preperljivemu človeku, izpeljan iz nemške besede zanken v pomenu 'prepirati se'. Iz preglašene različice Zänk je slovenski priimek Cenko in od tod tudi krajevno ime Cénkova.V starejših zapisih se naselje omenja pod imenom Izemkomberg in Zainkoskyverch, med vojno se je naselje imenovalo Zenkau.